# Шланликулево
Шланлику́лево (рос. Шланлыкулево, башк. Шланлыкүл) — присілок у складі Буздяцького району Башкортостану, Росія. Входить до складу Арслановської сільської ради.
Населення — 251 особа (2010; 282 у 2002).
Національний склад:
- татари — 68 %
- башкири — 30 %